# Eton (langue bantoue)
Pour les articles homonymes, voir Eton.
L’eton ou éton (ìtón en eton) est une langue beti parlée principalement dans le département de Lekié dans la région du Centre du Cameroun.

## Utilisation
L'eton est utilisé par des personnes de tous âges. La plupart utilisent également l'ewondo et le français et beaucoup parlent également boulou, avec certains connaissant aussi l'anglais. Il est parlé comme langue seconde par des locuteurs de l'ewondo et du leti.
En 2005, un recensement donne le nombre de 250 000 locuteurs, Bernard Delpech donne le même chiffre pour 1982.

## Caractéristiques
L'eton est intelligible avec le boulou, l'ewondo, le fang. Le mengisa, parlée par les Mengisa, qui a un code de langue ISO 639-3 distinct, est considéré comme une variété par Glottolog. Alternativement le mengisa peut désigner le leti anciennement parlé par les Mengisa.

### Classification
L’eton est classifié avec la référence A71 par Guthrie, et le code 99-AUC-b par Linguasphère.

### Dialectes
L'eton possède les dialectes de l'eton du Sud (Iton Nke) et du Nord (Iton Ekwe).

## Écriture
En 2022, il n’y a pas d’orthographe eton standardisée.
| a | b  | c  | d  | e | ə  | ɛ | g | gb | mgb | h | i | j | nj | k | kp | l |
| m | mb | nd | ny | ŋ | ŋm | o | ɔ | p  | r   | s | t | u | v  | w | y  | z |

| a | b | c | d | e | ɛ | g | h | i | j | k | l | m | n | ɲ | ŋ | o | ɔ | p | r | s | t | u | v | w | y | z |